# Gutenberg/Nahe
Gutenberg ist eine Ortsgemeinde im Landkreis Bad Kreuznach in Rheinland-Pfalz. Sie gehört der Verbandsgemeinde Rüdesheim an.

## Geographie
Durch den Ort fließt der Gräfenbach. Gutenberg gehört zum Weinanbaugebiet Nahe und liegt am Fuß des Soonwalds am Hunsrück.
Zu Gutenberg gehört auch der Wohnplatz Nackmühle.

## Geschichte
Die Burg Gutenburg wurde im Jahr 1213, der Ort selbst 1248 erstmals urkundlich erwähnt.
Statistik zur Einwohnerentwicklung
Die Entwicklung der Einwohnerzahl von Gutenberg, die Werte von 1871 bis 1987 beruhen auf Volkszählungen:
| Jahr | Einwohner |
| ---- | --------- |
| 1815 | 302       |
| 1835 | 429       |
| 1871 | 505       |
| 1905 | 457       |
| 1939 | 389       |
| 1950 | 455       |
| 1961 | 476       |

| Jahr | Einwohner |
| ---- | --------- |
| 1970 | 606       |
| 1987 | 795       |
| 1997 | 935       |
| 2005 | 1.015     |
| 2011 | 975       |
| 2017 | 954       |
| 2023 | 1.039     |

## Politik

### Bürgermeister
Ortsbürgermeister ist Jürgen Frank. Bei der Kommunalwahl am 26. Mai 2019 wurde er mit einem Stimmenanteil von 86,04 % in seinem Amt bestätigt. Er wurde im Juli 2024 vom Gemeinderat wiedergewählt.

## Kultur und Sehenswürdigkeiten
Die evangelische Kirche stammt aus dem Jahr 1769.
Siehe auch: Liste der Kulturdenkmäler in Gutenberg/Nahe

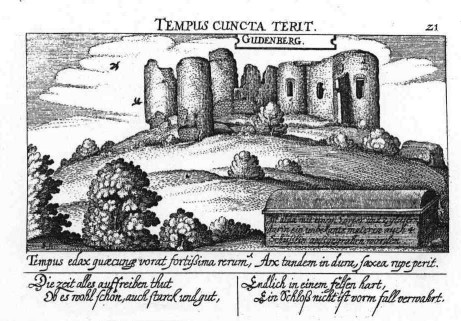
Gutenberg nach Furck/Meisner (1630)
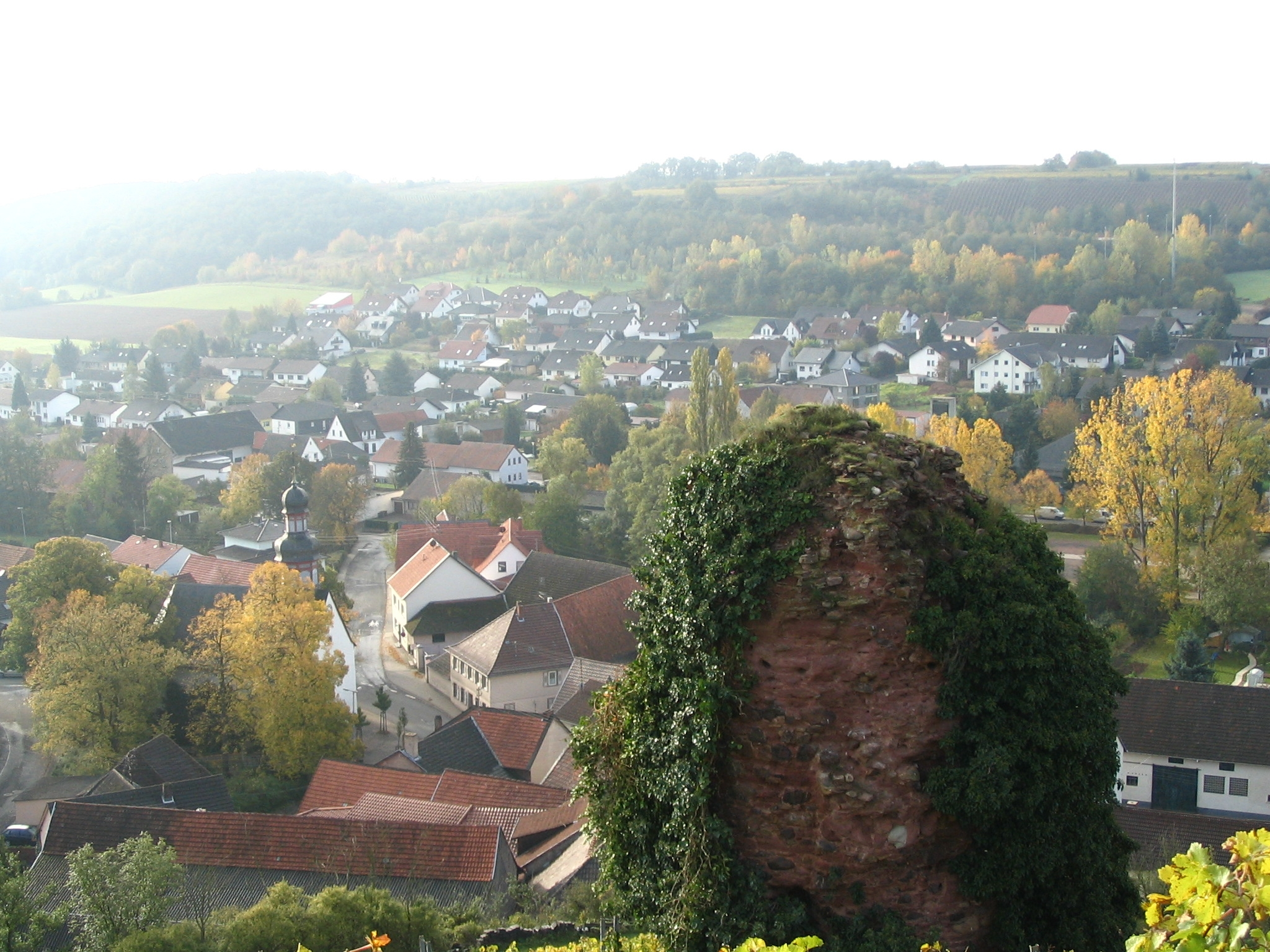
Gutenberg im Gräfenbachtal
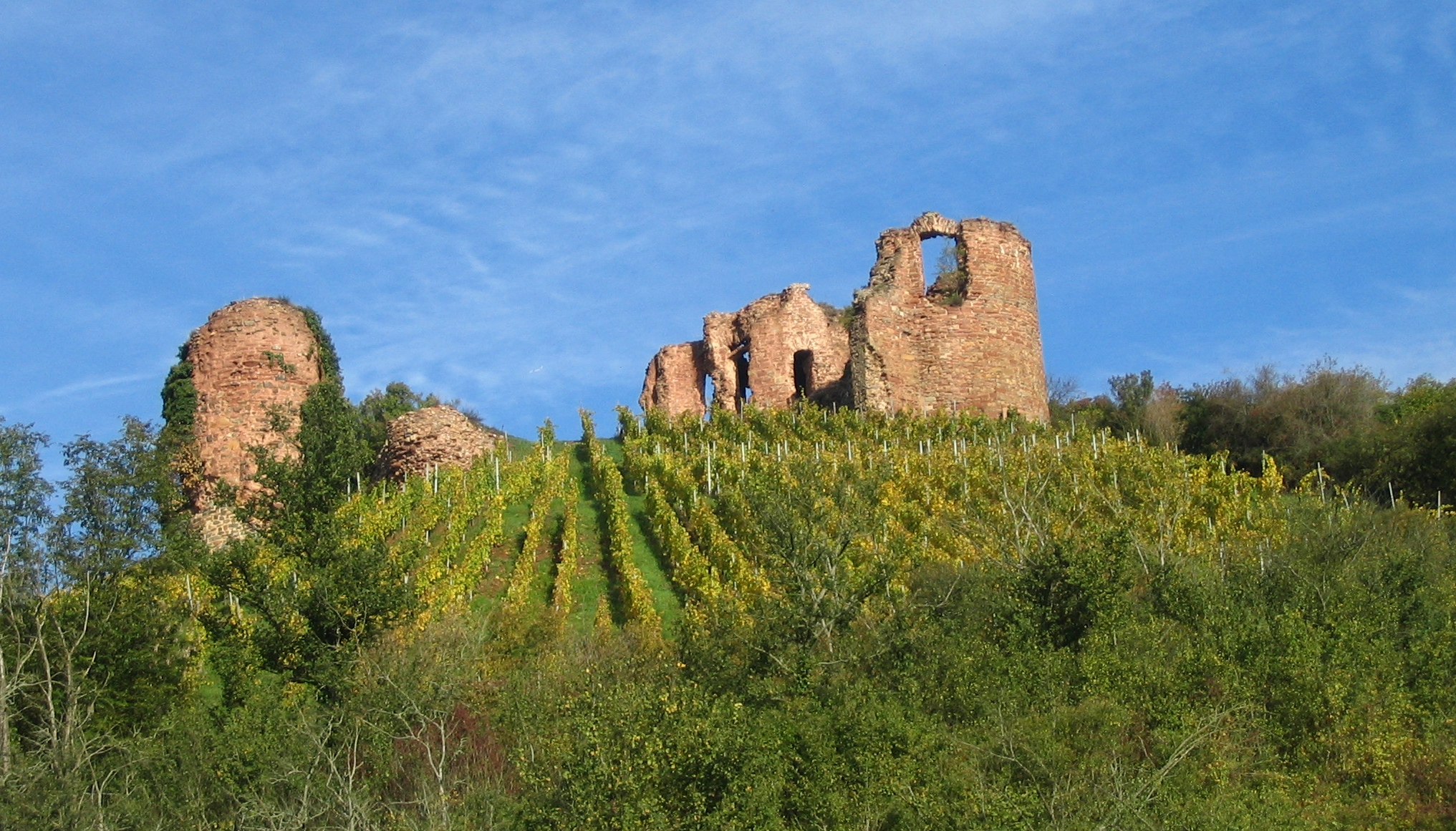
Ruine Gutenburg